# Desa Sirnaresmi (administrativ by i Indonesien, lat -6,96, long 106,86)
Desa Sirnaresmi är en administrativ by i Indonesien.   Den ligger i provinsen Jawa Barat, i den västra delen av landet, 80 km söder om huvudstaden Jakarta.